# Ривърдейл (сериал)
„Ривърдейл“ (на английски: Riverdale) е американски телевизионен сериал, който дебютира на 26 януари 2017 г. по The CW.

## Сюжет
Сериалът проследява живота на Джъгхед Джоунс, Арчи Андрюс, Бети Купър, Вероника Лодж и други поддържащи роли в малкото градче Ривърдейл, в което разследват убийства, наркотрафиканти и други мистериозни събития, случващи се в града им.

## Актьори
- Кей Джей Апа – Арчи Андрюс
- Лили Райнхарт – Бети Купър
- Камила Мендес – Вероника Лодж
- Коул Спраус – Джъгхед Джоунс
- Марисол Никълс – Хърмаяни Лодж
- Маделин Печ – Шерил Блосъм
- Ашли Мъри – Джоузи Маккой
- Мейдшън Еймик – Алис Купър
- Люк Пери – Фред Андрюс
- Марк Консуелос – Хайрам Лодж
- Кейси Кот – Кевин Келър
- Скийт Улрих – Еф Пи Джоунс
- Чарлс Мелтън – Реджи Мантъл
- Ванеса Морган – Тони Топаз
- Дрю Рей Танер – Фангс Фогарти
- Ерин Уестбрук – Табита Тейт

## Премиера
Премиерата на „Ривърдейл“ е на 26 януари 2017 г. по The CW. Четвъртият сезон стартира на 9 октомври 2019 г. През януари 2020 г. поредицата е подновена за пети сезон, чиято премиера е на 20 януари 2021 г. Премиерата на шести сезон е на 16 ноември 2021 г. Седмият и последен сезон започва на 29 март 2023 и приключва на 23 август 2023 г.

## В България
В България сериалът започва на 11 юли 2018 г. по bTV Cinema. Втори и трети сезон също са излъчени. На 3 февруари 2021 г. започва четвърти сезон с разписание всеки делничен ден по два епизода, а часът варира между 10:00, 10:15 и 10:30. На 31 януари 2022 г. започва пети сезон със същото разписание. На 13 април 2023 г. започва шести сезон със същото разписание. На 3 март 2024 г. започва седми сезон от понеделник до петък, а часът варира между 11:00 и 11:45.